# 劉計超
劉計超（LIU,CHI-CHAO，1988年10月4日—），為台灣職業足球員，高雄人，現在就讀於台北體院研究所。他同時也是中華臺北足球代表隊和中華台北五人制足球代表隊成員。